# Premio Arnal Cavero
El Premio «Pedro Arnal Cavero» o Premio «Arnal Cavero» (así llamado en honor del escritor belverino homónimo) es un certamen literario en lengua aragonesa convocado con periodicidad anual por el Departamento de Cultura del Gobierno de Aragón para fomentar y difundir la creación literaria en "cualquiera de las modalidades del aragonés" y dentro del Premio Aragón. El premio se otorga a una obra literaria inédita en cualquier género (narrativa, poesía, teatro, ensayo, traducción.) que se tiene que presentar explícitamente según la convocatoria del premio. 

## Etapas del Premio Arnal Cavero
El premio «Pedro Arnal Cavero» se estableció en 1987 como un premio de novela en "fabla aragonesa" (sic en el original) junto con el Premio Guillem Nicolau de novela en catalán (según la convocatoria, en "cualquiera de las modalidades del catalán que se habla en Aragón o de acuerdo con el uso normalizado de dicha lengua"). La primera convocatoria es la de 1988.
No obstante, en 1989, el nuevo gobierno aragonés presidido por Hipólito Gómez de Roces aprueba un nuevo decreto que establece nuevamente el premio «Pedro Arnal Cavero», pero esta vez para obras "en cualesquiera de las modalidades lingüísticas aragonesas empleadas dentro del territorio de la Comunidad Autónoma de Aragón", haciendo de esta manera desaparecer el Premio Guillem Nicolau. El decreto de 1989 también generaliza los trabajos litearios que se pueden presentar para el premio (poesía, teatro, narrativa...) e indica que las obras que se presenten tienen que ser previamente publicadas. 
En 1995 se vuelven la establecer separadamente el premio «Pedro Arnal Cavero» para trabajos de creación literaria en aragonés o en cualquiera de sus variedades lingüísticas, el Premio Guillem Nicolau para trabajos de creación literaria en catalán hablado en Aragón o en cualquiera de sus variedades lingüísticas. Junto con estos dos premios, se establece un nuevo premio, el Premio Baltasar Gracián a la creación literaria en castellano. Se vuelven a premiar obras inéditas, sin restringir el tipo de creación.
Finalmente, en 2001 un nuevo decreto, hoy en vigor, vuelve a establecer los Premios «Arnal Cavero» para trabajos de creación literaria y traducción en cualquiera de las modalidades del aragonés. En el mismo decreto se establecen el Premio «Guillem Nicolau» para trabajos de creación literaria en cualquiera de las modalidades del catalán hablado en Aragón, el Premio «Ramón J. Sender» para novela en castellano y se reorienta el Premio «Baltasar Gracián».
En 2012, el nuevo gobierno aragonés del PP lo une al premio en catalán llamándolo “Premio Arnal Cavero-Guillem Nicolau”.
El Gobierno aragonés también dejó sin dotación económica a todos sus premios literarios, además de eliminar la obligación de publicar las obras ganadoras para el Gobierno de Aragón, como había ocurrido hasta entonces. Desde este cambio en el 2012 las cuatro últimas ediciones del premio han quedado sin ganadores después de no presentarse ninguna obra y en el año 2016 no se convocó.
En el año 2017 se recupera la convocatoria, la dotación económica y obligación del Gobierno de Aragón de la publicación de la obra del ganador y se vuelve a separar de las obras escritas en catalán reestableciendo el Premio Guillem Nicolau.

## Historial de premiados
| Edición | Obra ganadora                                                     | Autor                                                                     |       |
| 1988    |                                                                   |                                                                           |       |
| ------- | ----------------------------------------------------------------- | ------------------------------------------------------------------------- | ----- |
| 1989    | Astí en do l'aire sofla ta sobater as fuellas d'os árbols.(2)     | Chusé Inazio Nabarro                                                      |       |
| 1990    | Horas Sueltas.                                                    | Cleto Torrodellas Mur (Pablo Recio)                                       |       |
| 1991    | Desierto (3)                                                      |                                                                           |       |
| 1992    | Continazión (1922-1983). (4)                                      | Juana Coscujuela Pardina                                                  |       |
| 1993    | Memória de la set. Antologia de la nova poesia aragonesa. (5),(6) | VV.AA. (Seminario de Filología Románica de la Universidad de Heidelberg). |       |
| 1994    | No se convocó.                                                    |                                                                           |       |
| 1995    | As zien claus.                                                    | Chusé Raúl Usón Serrano                                                   |       |
| 1996    | (7)                                                               |                                                                           |       |
| 1997    | Cuan l'odio esbatega pel aire.                                    | Carmen Castán Saura                                                       |       |
| 1998    | Fendo a parola.                                                   | Chabier Tomás Arias                                                       |       |
| 1999    | Desierto                                                          |                                                                           |       |
| 2000    | Parolas tristas.                                                  | Fabián Castillo Seas                                                      |       |
| 2001    | Neoterica.                                                        | José Antonio Saura Rami                                                   |       |
| 2002    | La descordada bida de Sinforosa Sastre.                           | Carmen Castán Saura                                                       |       |
| 2003    | Desierto(8)                                                       |                                                                           |       |
| 2004    | Desierto(9)                                                       |                                                                           |       |
| 2005    | Baxo a mirada de Os Fustez.                                       | Fernando Romanos Hernando                                                 |       |
| 2006    | Bidas crebazadas.                                                 | Rubén Ramos Antón                                                         |       |
| 2007    | A escondeducas en l'alcoba.                                       | Carmina Paraíso Santolaria                                                |       |
| 2008    | En l'altro canto d'a güega.                                       | Rubén Ramos Antón                                                         |       |
| 2009    | Fillos d'as luengas.                                              | Santiago J. Paricio Martín                                                |       |
| 2010    | Filorchos d'o zaguer curso en Gabardiés.                          | VV.AA.(10) (obra colectiva coordinada por Francho Nagore Laín)            |       |
| 2011    | Chuegos florals. Repuis d'asperanza y malinconía.                 | Óscar Latas Alegre                                                        |       |
| 2012    | Desierto                                                          |                                                                           |       |
| 2013    | Desierto                                                          |                                                                           |       |
| 2014    | Desierto                                                          |                                                                           |       |
| 2015    | Desierto                                                          |                                                                           |       |
| 2016    | No se convocó                                                     |                                                                           |       |
| 2017    | El siñor de San Chuan.                                            | José Solana Dueso                                                         |       |
| 2018    | Simién d'Umanistas.                                               | Chesús Aranda Guerrero                                                    | [ 6 ] |
| 2019    | No se convocó                                                     |                                                                           |       |
| 2020    | Quia nullum violentum perpetuum.                                  | Miguel Martínez Tomey                                                     | [ 7 ] |
| 2021    | La Deleria del Cobalto.                                           | José Solana Dueso                                                         |       |
| 2022    | Cuan plegue o colapso.                                            | Lucía López Marco                                                         |       |
| 2023    | No se convocó                                                     |                                                                           |       |

(1) En la lista no figuran los ganadores de accésits ni menciones especiales. 

(2) Accésit del jurado para la obra "Dizionario Aragonés-Castellán, Castellán-Aragonés" de Chusé Aragüés. 

(3) Accésit del jurado para la obra "Falorietas de Chistén" de la Escuela Pública de Chistén. 

(4) Accésit del jurado para la obra "II Premio Literario en Aragonés «Lo Grau»" por varios autores, editado por el Ayuntamiento de El Grado. 

(5) En esta edición el premio fue para una obra en catalán pues las ediciones basadas en el Decreto 55/1989 eran premios a la creación en las modalidadez linguísticas habladas en Aragón. 

(6) Accésit del jurado para la traducción "O Prenzipet" publicada por Gara d'Edizions (Traducción de Chusé Aragüés). 

(7) Accésit del jurado para la obra "Arcosanchuan de birabolas" de Miguel Santolaria García. 

(8) Mención especial del jurado para la obra "Esboldregán" de José Sanmartín Sopena. 

(9) Mención especial del jurado para las obras "La Borda de Chamot" de José Sanmartín Sopena y "Ortensia de Chudas" de Óscar Latas Alegre. 

(10) Obra colectiva, por Rosa Arbués Arbués, Martín Bagüés Rasal, Pazeta Banzo Torralba, Pedro Borau Calvo, Lola Giménez Banzo, Luisa de Haro Navarro, José Antonio Mallada Fabana, José Fermín Ortas Torralba, Estefanía Ortas de Haro, Chuan Orús Pueyo, Miguel Posa Montori, Estela Torralba Torralba, Olga Uruén Ortas y Francho Nagore Laín, que ha actuado como coordinador.